# 混合バレーボール
混合バレーボール（こんごうバレーボール）とは、男女混合でチームを形成するバレーボール。

## 混合6人制バレーボール
2005年に発足した特定非営利活動法人日本混合バレーボール協会（JMVA）は、混合6人制バレーボールを管轄し、普及に努めている。
主な公式ルール
- 1チーム： 男3女3
- ネットの高さ： 2.24m（一般の6人制女子バレーボールと同じ高さ）
- ボール： 従来球より柔らかいオリジナルボールMVB001を使用
- サーブ： ジャンプサーブは禁止
- リベロ： 登録人員は男女各2名までで、3名までのリベロが同時にコートに立つことが可能[2]

ローカルルール・男性プレイヤー制限ルール
男女の人数比や、ネットの高さを変えておこなっている場合もある。また、ラリー継続を目的の一つとして、男性プレイヤーの攻撃を一部制限する場合もある。

### JMVA以外の団体
北海道ミックスバレーボール協会、関西ミックスバレーボール協会、愛媛県混合バレーボール協会などの団体もあり、新日本スポーツ連盟でも大会を開催している。また大阪府クラブバレーボール連盟（指導普及委員会）、近畿クラブバレーボール連盟（指導普及委員会）で近畿２府４県のミックスバレーボールチームを対象とした交流大会も開催されている。

## その他の混合バレーボール
混合バレーボールとしては、男女2人ずつの1チームとする4人制ビーチバレー（「Mixed Fours」などの名称）もある。